# Me Myself I (album)
Me Myself I è il settimo album della cantautrice britannica Joan Armatrading, pubblicato dall'etichetta discografica A&M nel marzo 1980.
L'album è prodotto da Richard Gottehrer, mentre i brani sono interamente composti dall'interprete.
Dal disco vengono tratti i singoli Me Myself I e All the Way from America.

## Tracce

### Lato A
1. Me Myself I
2. Ma-Me-O-Beach
3. Friends
4. Is It Tomorrow Yet
5. Turn Out the Light

### Lato B
1. When You Kisses Me
2. All the Way from America
3. Feeling in My Heart (for You)
4. Simon
5. I Need You